# Kakenstorf
Kakenstorf este o comună din landul Saxonia Inferioară, Germania.